# Bābūr-e Kord
Bābūr-e Kord (persiska: بابور کرد, بابورِ كُرد) är en ort i Iran.   Den ligger i provinsen Västazarbaijan, i den nordvästra delen av landet, 700 km nordväst om huvudstaden Teheran. Bābūr-e Kord ligger 989 meter över havet och antalet invånare är 201.
Terrängen runt Bābūr-e Kord är kuperad åt nordväst, men åt sydost är den platt. Runt Bābūr-e Kord är det ganska glesbefolkat, med 39 invånare per kvadratkilometer. Närmaste större samhälle är Showţ, 11,0 km söder om Bābūr-e Kord. Trakten runt Bābūr-e Kord består i huvudsak av gräsmarker.